# Гай Ветий Аквилин
Гай Ветий Аквилин (на латински: Caius Vettius Aquilinus) е сенатор и политик на Римската империя. Произлиза от фамилията Ветии.
По времето на император Марк Аврелий той е вероятно консул или суфектконсул през 162 г. заедно с Квинт Юний Рустик.